# Hydroides protulicola
Hydroides protulicola är en ringmaskart som beskrevs av Benedict 1887. Hydroides protulicola ingår i släktet Hydroides och familjen Serpulidae. Inga underarter finns listade i Catalogue of Life.